# Unilam
Unilam – laminat aminowy wytwarzany z żywic melaminowych na nośniku papierowym. Produkowany jest w postaci płyt o grubości od 1,8 mm do 5 mm, które cechuje: gładka i błyszcząca powierzchnia, odporność na zarysowania, odporność na czynniki chemiczne, odporność na temperaturę.
Budowa warstwy zewnętrznej płyty wyróżnia jej odmiany takie jak :
- z warstwą pokryciową i bez bariery ochronnej
- z warstwą pokryciową i z barierą ochronną
- bez warstwy pokryciowej i bez bariery ochronnej
- bez warstwy pokryciowej, z barierą ochronną

Unilam dzieli się na płyty z warstwą dekoracyjną jednostronną i dwustronną,  szeroko stosowaną na wykładziny ścienne i meblowe oraz płyty grawerskie stosowane m.in. na tabliczki znamionowe. W zależności od faktury powierzchni dekoracyjnej, unilam może być:
- M  -  mat
- B  - błyszczący
- F1 - tłoczony matowy lekko
- F2 - tłoczony błyszczący lekko
- F3 - tłoczony półmatowy lekko

Płyty pokryte unilamem dzielą się również w zależności od odporności na ogień:
- N - normalne
- T - trudnopalne
- S - samogasnące